# ویلورسوننس
ویلورسوننس (به فرانسوی: Villorsonnens) یک شهر و شهرداری است که در بخش گلن کانتون فریبورگ در کشور سوئیس واقع شده است. این شهر در اول ژانویه ۲۰۰۱ از ترکیب ۴ روستا و آبادی مسکونی کوچک‌تر، به فرمان دولت محلی کانتون فریبورگ به وجود آمد.
جمعیت ویلورسوننس در پایان سال ۲۰۱۸ بالغ بر ۱٬۴۴۱ نفر بوده است.